# Грбовник
Грбовник (енг. armorial; нем. Wappen-buch), је уређена група илустрација грбова који су међусобно повезани било временском, било регионалном сличношћу. Једноставно, то је зборник или збирка грбова. Најстарији рукописни и сликани грбовници, настали у ХIII вијеку у западној Eвропи, и били су у форми свитака, а касније су коричени као књиге. Грбови су у њима могли бити сакупљени и организовани на основу неког посебног догађаја (сабора, похода или турнира), институционално (чланови неког витешког реда), тематски, регионално итд. Од XV вијека појављују се и штампани грбовници. Иначе, грбовнике треба разликовати од грбовнице која је повеља о додели грба титулару. Сматра се да српски средњовековни грбовници нису довољно познати, а српски грбови у западноевропским грбовницима позног средњег вијека, веома су ријетки.
На нашим просторима најпознатији грбовник је тзв. Охмућевићев грбовник који је крајем  вијека рађен за адмирала Петра (Педра) Гргуревића Охмућевића који је њиме покушао да докаже припадност племству своје породице. Грбовник који је урађен за њега и који је садржао махом потпуно за ту прилику осмишљене грбове јужнословенских и балканских земаља је покренуо стварање више тзв. илирских грбовника чији су се елементи нашли у „Краљевству Словена“ Мавра Орбинија и „Стематографији“ Христифора Жефаревића.

## Неки од илирских грбовника
- Охмучевићев грбовник
- Београдски грбовник II
- Палинићев грбовник
- Фојнички грбовник
- Грб Душановог царства према илирским грбовницима